# Сторожевые корабли проекта 1159
Сторожевые корабли проекта 1159 типа «Дельфин» — по классификации НАТО — Koni I, II, III — советские сторожевые корабли, проект спроектирован в 1970-х годах Зеленодольским проектно-конструкторским бюро и состоявшие во флоте некоторых стран (в нескольких странах они всё ещё числятся в списках флота). Головной корабль — «Дельфин».
Относятся к кораблям 3-го ранга (корветам), но на Кубе и в Бундесмарине считались малыми фрегатами, а в ГДР обозначались KSS (Küstenwachschiff, Корабль береговой обороны).

## История разработки
В 1960 годах экспорт из СССР сторожевых кораблей малого водоизмещения значительно расширился, что вынудило начать разработку специального экспортного сторожевого корабля. Создание его началось в 1968 в Зеленодольском проектно-конструкторском бюро. Проект получил кодовый номер 1159 по выданному ВМФ тактико-техническому заданию. Главным конструктором проекта был назначен Ю. А. Никольский, главным наблюдающим от ВМФ — капитан 2 ранга А. П. Демешкевич. При проектировании разработчики учли опыт создания сторожевых кораблей проекта 159 и малых противолодочных кораблей проекта 1124.

## История строительства
Головной корабль проекта 1159, получивший наименование «Дельфин», был построен в 1975 году на заводе имени А. М. Горького в Зеленодольске (ССЗ № 340), а всего с 1975 по 1987 годы было построено 14 кораблей: 6 проекта 1159, 6 проекта 1159-Т и два судна по проекту 1159-ТР. Изначально они входили в состав ВМФ СССР, но затем стали передаваться на экспорт.

## Конструкция

### Корпус и надстройка
Полное водоизмещение корабля достигало 1760 тонн.

### Вооружение
Основное противовоздушное вооружение включало два ЗРК самообороны:
- спаренная пусковая установка ЗИФ-122 для ЗРК 8Э10 (он же «Оса-М») с 20 ЗУР 9М33.
- две счетверённых пусковых установки МТ-4УС для ЗРК «Стрела-3» с 16 ЗУР 9М32М

Также в состав вооружения входили две спаренные артустановки АК-726 калибра 76,2 мм (по одной в носу и корме), два спаренных зенитных автомата АК-230 калибра 30 мм, тактический ударный ПКРК П-20 (на пяти кораблях) с четырьмя ракетами П-20 и две реактивные бомбомётные установки РБУ-6000 (боезапас — 120 РГБ-60). Имелись бомбосбрасыватели и рельсы для приёма морских мин заграждения.

### Силовая установка
Главная энергетическая установка — трёхвальная — полностью повторяла установку малых противолодочных кораблей проекта 1124, однако её быстроходные дизели на бортовых валах были заменены на менее мощные среднеооборотные. На средний вал работала форсажная газовая турбина М-8В мощностью 18 тысяч лошадиных сил. Максимальная скорость корабля достигала 29 узлов, поисковая лежала в пределах 20-24 узлов, а экономической была скорость в 14 узлов. При скорости 14 узлов дальность плавания составляла 2000 миль.

### Мореходность и обитаемость
По условиям безопасности плавания мореходность оценивалась в 8-9 баллов, по использованию оружия всего в 5 баллов. Экипаж корабля насчитывал 110 человек, автономность плавания по запасам провизии составляла 10 суток.

## Модификации
Помимо базового проекта, был создан специальный вариант проекта 1159-Т специально для некоторых стран: 6 кораблей были построены для Алжира и Кубы (кодовое название НАТО — Koni-II). Также были построены пять сторожевиков для флота СФРЮ и Алжира, вооружённые четырьмя одноконтейнерными пусковыми установками ПКР П-20, направленными в корму. Ещё некоторые корабли получили на вооружение по две аналогичные счетверённые пусковые установки МТ-4УС для запуска ракет ЗРК «Стрела-3». Ещё два корабля были построены для Ливии по проекту 1159-ТР (кодовое название НАТО — Koni-III): корабли отличались повышенным водоизмещением, изменённой конструкцией надстроек и наличием двух спаренных пусковых установок для противокорабельных ракет П-20М, расположенных побортно у носовой надстройки.

## История службы
В ходе войны в Хорватии в ноябре 1991 года югославский фрегат «Split» принял участие в битве в далматинских проливах, в ходе которой обстрелял город Сплит, в честь которого и был назван.
В мае 1997 года алжирский фрегат «Rais Korfou» прибыл в Кронштадт на КМОЛЗ, где проходил ремонт и модернизацию, завершившуюся в 2000 году.
Один из двух ливийских кораблей («Al Ghardabia») был потоплен британскими ВВС в 2011 году в ходе интервенции в Ливии.

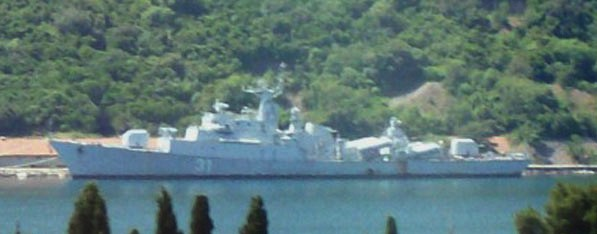
Split
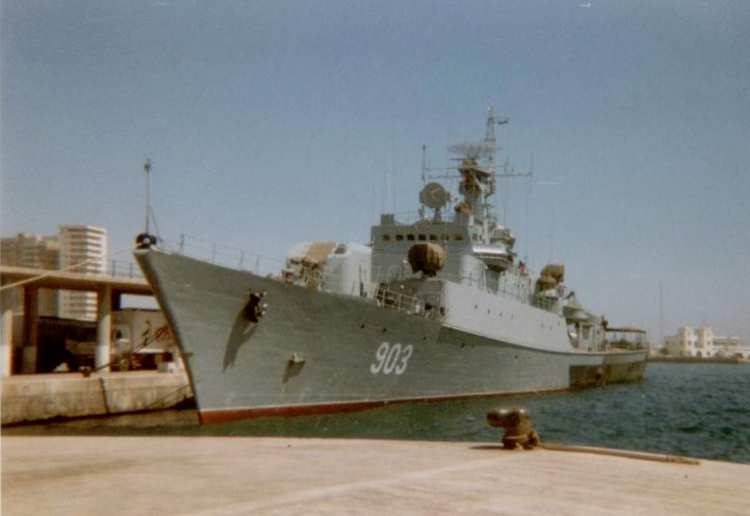
Rais Korfou
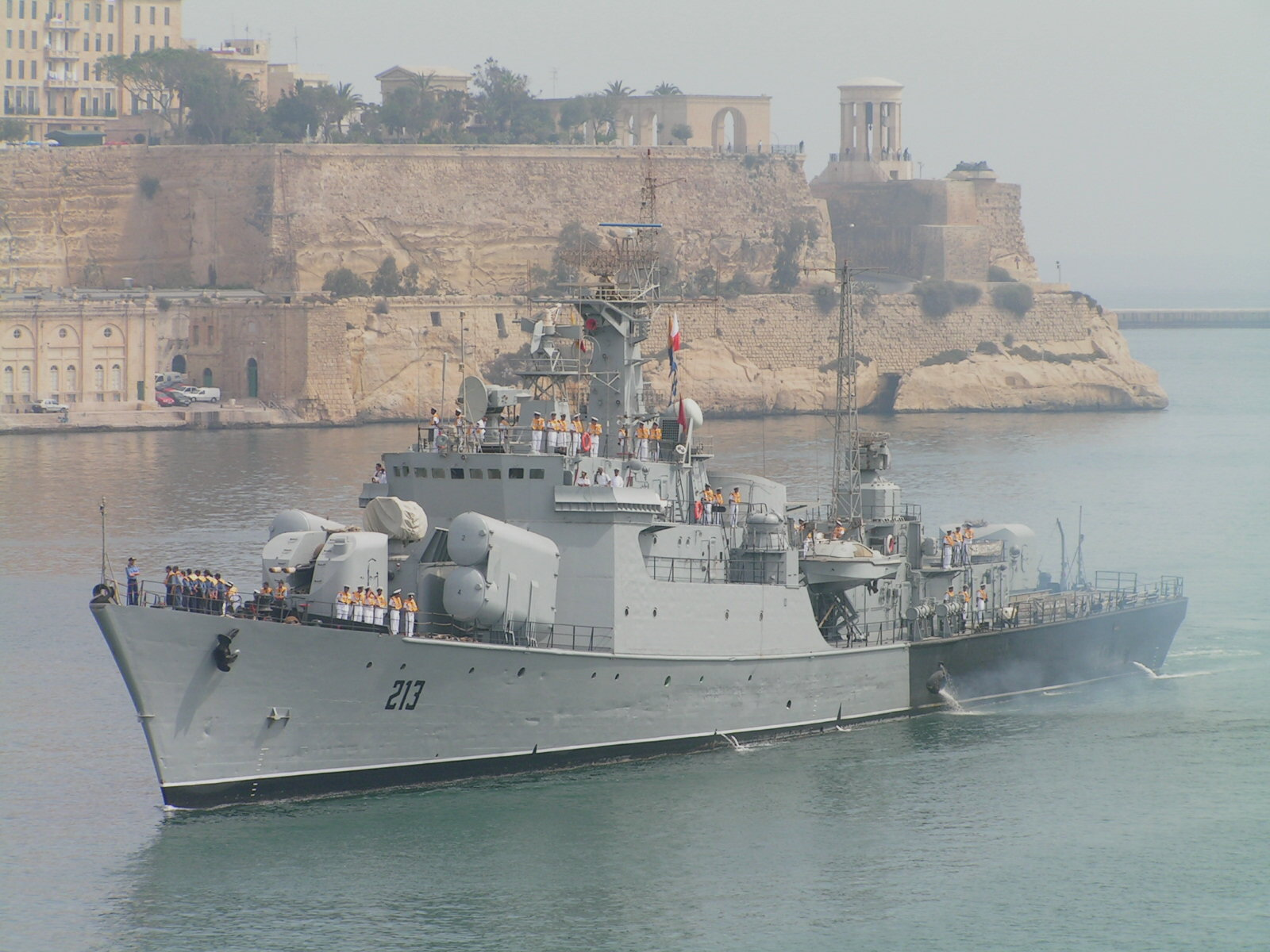
Al Ghardabia

## Представители проекта
| Страна    | Проект  | Имя корабля        | Год продажи | Состояние                                                 |
| --------- | ------- | ------------------ | ----------- | --------------------------------------------------------- |
| ГДР       | 1159    | Rostock            | 1978        | Продолжил службу в Бундесмарине, позже разрезан на металл |
| ГДР       | 1159    | Berlin - Haupstadt | 1979        | Разрезан на металл после 1990.                            |
| ГДР       | 1159    | Halle              | 1985        | Продолжил службу в Бундесмарине, позже разрезан на металл |
| Югославия | 1159    | Split              | 1980        | Разрезан на металл в 2013.                                |
| Югославия | 1159    | Kopar              | 1982        | Разрезан на металл в 1998.                                |
| Болгария  | 1159    | Смели              | 1991        | В строю.                                                  |
| Алжир     | 1159-Т  | Mourad Rais        | 1980        | В строю. Прошёл ремонт и модернизацию в 2011-м.           |
| Алжир     | 1159-Т  | Rais Kellich       | 1982        | В строю. Прошёл ремонт и модернизацию в 2013-м.           |
| Алжир     | 1159-Т  | Rais Korfou        | 1985        | В строю. Прошёл ремонт и модернизацию в 2000-м.           |
| Куба      | 1159-Т  | Mariel             | 1981        | Выведен из состава флота.                                 |
| Куба      | 1159-Т  | без имени          | 1984        | Выведен из состава флота.                                 |
| Куба      | 1159-Т  | Monkada            | 1988        | Выведен из состава флота.                                 |
| Ливия     | 1159-ТР | Al Hani            | 1986        | В строю.                                                  |
| Ливия     | 1159-ТР | Al Ghardabia       | 1987        | Потоплен британскими ВВС в 2011-м.                        |